# Maneta de canvi

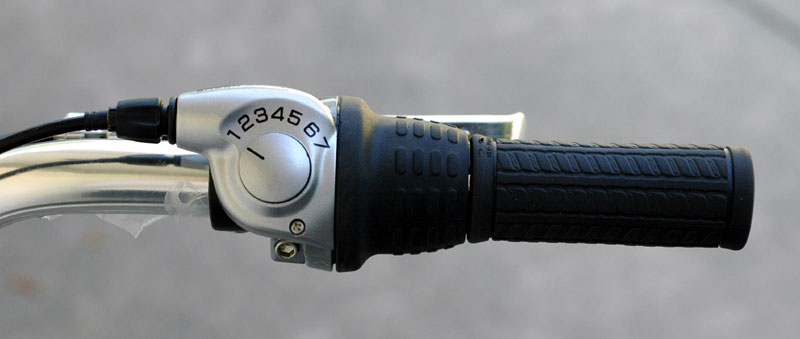
Canvi de 7 marxes

Una  palanca de canvis  de bicicleta és un component utilitzat per seleccionar la relació de transmissió desitjada a través del control de mecanismes d'engranatges. En general, funcionen per un mecanisme tipus desviador o de canvi intern. En qualsevol dels casos, el control és operat per una palanca de canvis que mou un cable que es connecta al mecanisme d'engranatges. La palanca de canvis pot estar muntat en el tub oblic del quadre, al manillar, o en els extrems de les barres de triatló. Entre els principals fabricants de palanca de canvis inclouen Shimano, Campagnolo i SRAM.

## Sistemes de canvis

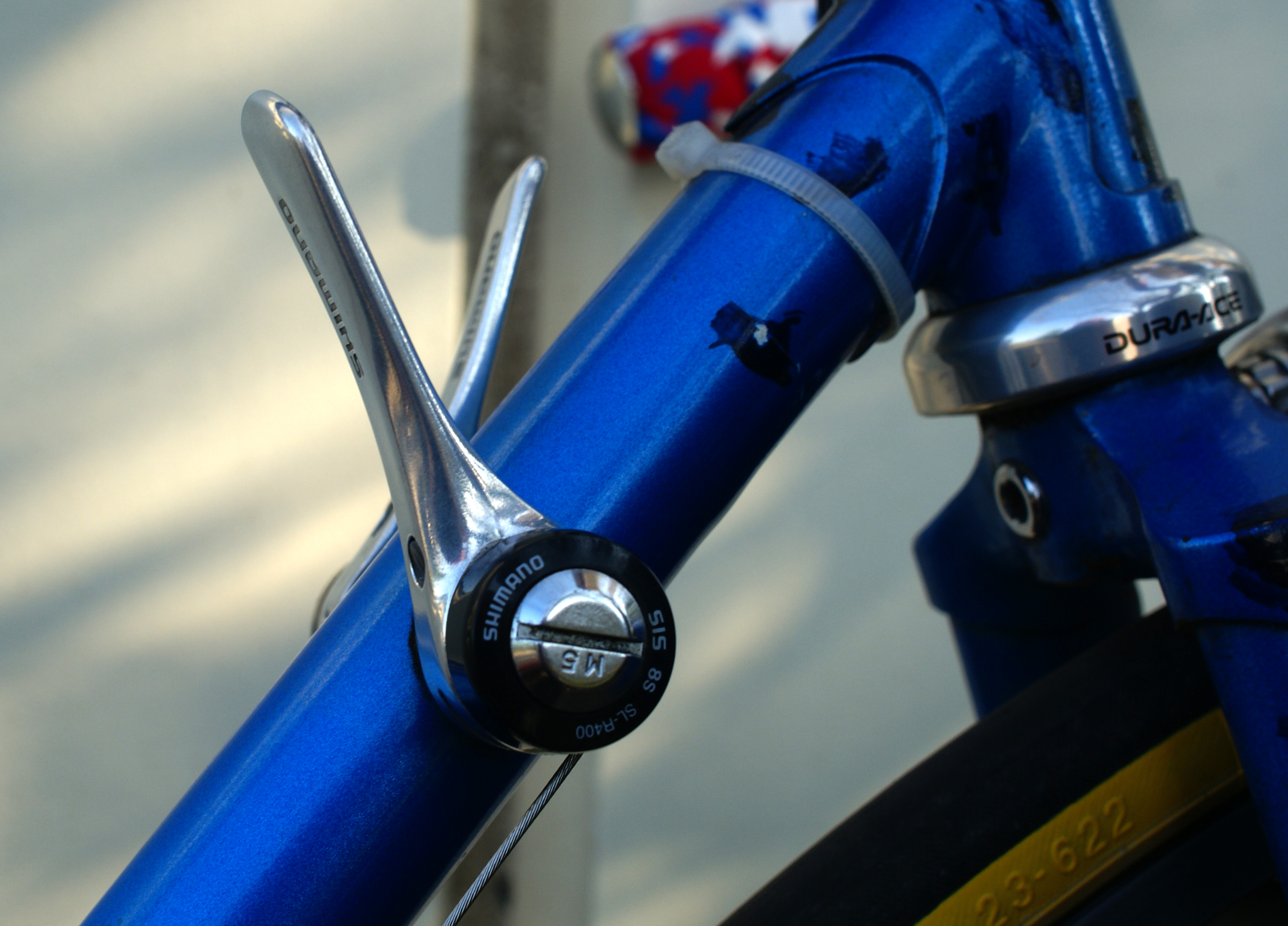
Palanques de canvi en tub oblic
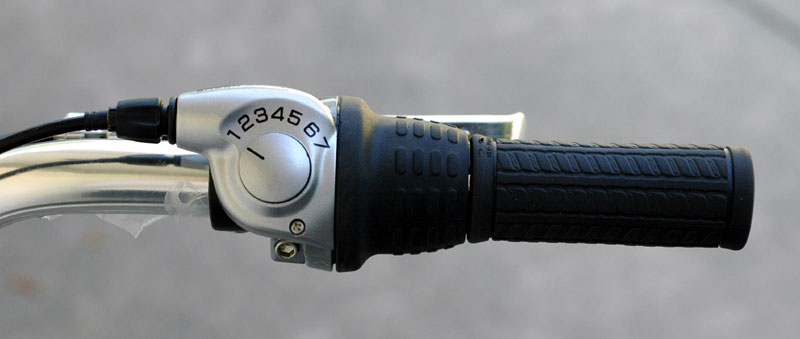
Canviador de puny
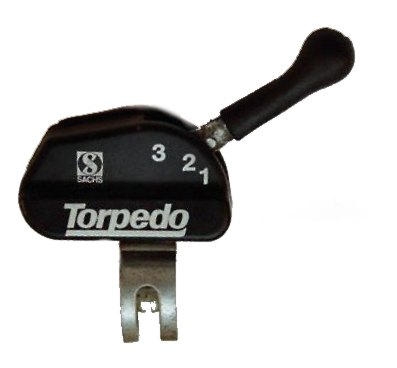
Canviador de polze